# Annex C
Annex C（アネックス シー）は、ADSLで用いられる伝送方式のひとつの略称である。正式名称は、G.992.1 Annex C 及び G.992.2 Annex C。

## 概要
国際電気通信連合の電気通信標準化部門であるITU-Tでは、通信分野の様々な標準の作成を行っている。G.992.1（別称：G.dmt）及び G.992.2（別称：G.lite）もそのような標準のひとつで、ADSLの伝送方式について定めたものである。G.992.1 及び G.992.2には、北米、欧州、日本でのADSLの利用状況に応じた3つの拡張規格が定められており、それぞれ、Annex A、Annex B、Annex Cと称される。
ADSLが使用する通信帯域はISDNで使用するノイズの影響を受け、通信速度や伝達距離の低下が起こることがある。Annex Cは、日本のNTT東日本・NTT西日本が採用しているTCM-ISDNとの干渉を抑えるための追加仕様で、ISDNからのノイズを避けるため、ISDNの伝送周期に同期してリンク速度を切り替える。
日本国内のADSLサービスの多くはこの規格を採用している。ただし、サービス開始当初のYahoo! BBと旧・東京めたりっく通信は例外で、北米での利用を想定したAnnex Aを採用している（現在は、Annex Cも一部採用）。Annex Aは、他の通信との干渉防止のための特別な規定を有さないため、高速化しやすいとともにコスト的に有利である反面、ISDNとの干渉に弱いという特徴がある。